# Tjoeng
De Tjoeng (Russisch: Тюнг) is een rivier in Jakoetië, Rusland. Het is een linker zijrivier van de Viljoej, in het stroomgebied van de Lena. De rivier is 1092 km lang en het stroomgebied 49 800 km². De Tjoeng is bevroren van oktober tot in de tweede helft van juni. De belangrijkste zijrivieren zijn de Tsjimidikjan en de Dzjippa.